# 艾瑞龍屬
艾瑞龍屬（屬名：Arenysaurus）是鴨嘴龍科恐龍的一屬。化石是一個部分頭顱骨與身體骨骼，發現於西班牙的庇里牛斯山脈，年代為白堊紀晚期（馬斯垂克階），約6600萬年前。
模式種是阿氏艾瑞龍（A. ardevoli），是在2009年由西班牙古生物學家Pereda-Suberbiola等人所敘述和命名。屬名是以化石發現處的阿倫（Arén）為名，一處人數約300人的小鎮，該地居民曾日以繼夜協助古生物學家挖掘化石；種名則是紀念地質學家Lluís Ardèvol。
艾瑞龍的身長估計為5到6公尺。艾瑞龍是種原始賴氏龍亞科，牠們是一群缺乏中空頭冠的鴨嘴龍類恐龍。艾瑞龍是已知最完整的白堊紀晚期恐龍化石之一。
原始化石目前存放在阿倫鎮的地方博物館，並有化石挖掘過程的影片、重建模型。